# 강예빈
강예빈(1983년 1월 20일~)은 대한민국의 배우이다.

## 학력
- 여주여자고등학교(2001년 졸업)
- 동원대학교 디자인과(2004년 휴학)

## 방송

### 드라마
| 연도 | 방송사     | 제목               | 역할                   | 비고     |
| ---- | ---------- | ------------------ | ---------------------- | -------- |
| 2010 | SBS 플러스 | 이글이글           | 강예빈                 | 19부작   |
| 2012 | tvN        | 막돼먹은 영애씨 11 | 강예빈                 | 18부작   |
| 2013 | tvN        | 식샤를 합시다      | 여의사 (특별출연)      | 16부작   |
| 2013 | tvN        | 막돼먹은 영애씨 12 | 강예빈                 | 18부작   |
| 2013 | 투니버스   | 벼락맞은 문방구    | 강예빈                 | 12부작   |
| 2013 | KBS2       | 왕가네 식구들      | 허영달                 | 50부작   |
| 2014 | tvN        | 식샤를 합시다      | 소개팅녀               | 특별출연 |
| 2015 | SBS        | 너를 사랑한 시간   | 오하나를 질투하는 여자 | 특별출연 |
| 2015 | KBS2       | 오 마이 비너스     | 소송 의뢰인            | 특별출연 |
| 2019 | tvN        | 막돼먹은 영애씨 17 | 강예빈                 | 특별출연 |

### 예능
- 《반전드라마》(2005년, SBS)
- 《tvNGels 시즌1》(2006년, tvN)
- 《스위트 걸즈》(2007년, 동아TV)
- 《탑 엔터테인먼트 뉴스》(2008년, ETN)
- 《가족오락관》(2008년, KBS1)
- 《퀴즈! 육감대결》(2008년, SBS)
- 《미녀들의 수다》(2009년, KBS JOY)
- 《다녀오겠습니다 시즌 2》(2009년, KBS JOY)
- 《출발드림팀 시즌 2》(2010년, KBS2)
- 《강심장》(2011년, SBS)
- 《절대남자》(2011년, XTM)
- 《순위 정하는 여자》(2011년, QTV)
- 《복불복쇼 시즌 2》(2011년, MBC Every1)
- 《천재들의 수다》(2012년, tvN)
- 《스마트 IT 수다》(2012년, 온게임넷)
- 《다이아몬드 걸 시즌 1》(2012년, QTV)
- 《Appeal》(2012년, MBC Every1)
- 《다이아몬드 걸 시즌 2》(2012년, QTV)
- 《SNS 마케팅쇼 완판기획》(2012년, tvN)
- 《탕탕탕 강예빈이 쏜다》(2012년, 온게임넷)
- 《두근두근 여보세요》(2012년, Comedy TV)
- 《강예빈의 불나방》(2013년, QTV)
- 《우리 결혼했어요》(2013년, MBC)
- 《라디오스타》(2013년, MBC)
- 《이수근 김병만의 상류사회》(2013년, JTBC)
- 《가짜를 찾아라! 눈썰미》(2013년, tvN)
- 《SNL코리아》(2013년, tvN)
- 《분노왕》(2013년, 채널A)
- 《1 대 100》(2013년, KBS2)
- 《탑 기어 코리아 시즌 4》(2013년, XTM)
- 《먹방쇼 맛의 전설》(2014년, 채널A)
- 《퀴즈쇼 사총사》(2014년, KBS2)
- 《밥상의 신》(2014년, KBS2)
- 《위기탈출 넘버원》(2014년, KBS2)
- 《별바라기》(2014년, MBC)
- 《집밥의 여왕》(2014년, JTBC)
- 《라디오스타》(2015년, MBC)
- 《구원의 밥상》(2015년, 채널A)
- 《안녕하세요》(2015년, KBS2)
- 《SNL 코리아》 - 임원희 편 특별출연 (2015년, tvN)
- 《장수원, 강예빈의 투유》(2016년, 동아tv)
- 《드론킹》(2016년, YTN 사이언스)
- 《유행통신》(2017년, SBS CNBC)
- 《내 생애 값진 선택 2》(2020년, 채널 뷰)
- 《미스트롯 2》(2020년, TV조선)
- 《미스터리 음악쇼 복면가왕》(2021년, MBC)
- 《부캐전성시대》 - 예비너스 (2021년 ~ 2022년, TV조선)

## 방송 외

### 영화
| 연도 | 제목           | 역할       | 비고   |
| ---- | -------------- | ---------- | ------ |
| 2011 | 가문의 수난    | 스튜어디스 | 카메오 |
| 2011 | 투혼           | 바람녀     |        |
| 2020 | 식스볼         | 김 실장    |        |
| 2020 | 연애 완전 정복 | 묘령       |        |

### 뮤직비디오
- 2008년 유영 - "안되는건데"
- 2008년 H-유진 - "환상의 짝꿍"
- 2009년 유우 - "울컥"
- 2009년 레이디 컬렉션 - "아는 오빠"
- 2014년 유상무 - "녹아버린 사랑"

## 수상 및 후보
| 연도 | 시상식                       | 부문           | 작품 | 결과 |
| ---- | ---------------------------- | -------------- | ---- | ---- |
| 2016 | 제24회 대한민국 문화연예대상 | 예능스타상     | 빈칸 | 수상 |
| 2019 | 2019 대한민국 인물 대상      | 문화예술부문상 | 빈칸 | 수상 |